# 강아지 왈츠
〈강아지 왈츠〉(프랑스어: Valse du Petit Chien)라고 불리는 〈왈츠 제6번 내림 라장조 작품번호 64-1〉는 프레데리크 쇼팽의 피아노 왈츠 중 하나이다. 이 작품은 델피나 포토카 백작부인에게 헌정되었다. 1847년 작곡된 세 왈츠(Op. 64) 중 하나로, 다른 두 작품인 〈왈츠 제7번 올림 다단조 작품번호 64-2〉, 〈왈츠 제8번 내림 가장조 작품번호 64-3〉과 대조되는 모습을 보인다.

## 형식

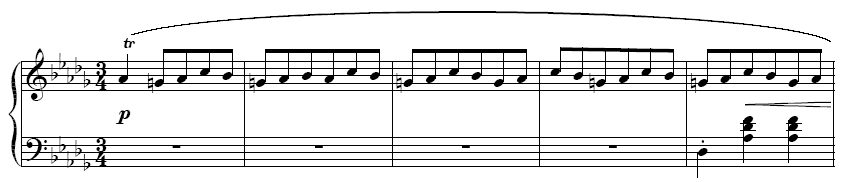
'강아지 왈츠'의 서두

이 곡의 빠르기는 몰토 비바체이다. A-B-A의 형식을 띠고 있다. A 부분은 도돌이표로 구분되는 두 개의 주제로 나눌 수 있고, 두 주제 모두 8분음표를 사용하였지만, 앞 주제에서는 1옥타브 정도에서만 연주되지만 뒤 주제에서는 2옥타브 범위에서 연주된다. B 부분은 A 부분에서 자주 보이던 8분음표 대신 2분음표와 4분음표가 사용되어 고요한 가락이 주를 이룬다. 긴 트릴 이후 반복되는 A 부분은 앞의 A 부분과 거의 유사한데, 3옥타브 하강 선율로 내려오는 마지막 부분만이 다르다.

## 이름
강아지 왈츠라는 이름은 쇼팽의 강아지 한 마리가 자신의 꼬리를 잡으려고 도는 것을 보다가 이 곡에 대한 영감을 얻었다는 이야기에서 붙여진 이름이다.